# Tarantula (album Mystikal)
Tarantula è il quinto album in studio del 
rapper di New Orleans, ed è il secondo sotto contratto della Jive Records.

## Storia del disco
A distanza di un anno dal successo dei famosi singoli, Mystikal inizia a progredire sulla via del successo e del mainstream. Infatti già a fine 2000, Mystikal e i direttori di studio stavano già pensando di lavorare su un nuovo album che sarebbe uscito a settembre proprio come Let's Get Ready, e lo avrebbero chiamato Tarantula, il perché Mystikal abbia chiamato così l'album è ancora ignoto ma si pensa che possa essere riferito al suo modo esuberante quando reppa o il perché è definito l'imprevedibile che lo porta a essere nascosto ma anche attirare l'attenzione del pubblico con qualsiasi modo senza che nessuno riesca ad aspettarsi qualcosa da lui, che lo rende come una Tarantula. Comunque Mystikal ha voluto continuare il suo successo e fare canzoni altrettanto famose anche di più di quelle che aveva già fatto, e il più presto possibile per farsi conoscere non solo nel sud ma in ogni costa degli Stati Uniti. Inizialmente volevs realizzare un mixtape dei suoi brani vecchi ed altri nuovi, ma poi ha capito che i tempi nn bastano e avrebbe impiegato più di 3 mesi per realizzarlo, così inizio a registrare il suo album nei primi mesi del 2001 fino a quando fu pubblicato a settembre e da quel momento si iniziò a rendere noto il suo talento nella scena musicale.
Il disco è stato lanciato dalla Jive Records e melodicamente l'album è simile a quello precedente in quanto i Neptunes ritornano e producono vari brani, la sola differenza è che l'album ha più collaborazioni con artisti già affermati, rispetto a quello precedente in cui partecipavano nel suo disco solo artisti agli esordi. In questo disco hanno partecipato tra l'altro molti altri rapper e produttori, come Butch Cassidy, Redman, Method Man, Juvenile, Pharrell Williams e altri. I singoli di successo che sono diventati famosi e che oltretututto hanno raggiunto ottimi risultati nelle classifiche statunitensi sono: Tarantula che prende il nome dell'album, ed è un singolo in collaborazione con Butch Cassidy che canta insieme a Mystikal e Bouncin' Back altro successo commerciale che ha avuto molte recensioni positive e in cui ha partecipato Pharrell Williams. Questi due singoli sono stati estratti dal disco e hanno e sono stati realizzati 2 videoclip per loro. I produttori di questo album hanno realizzato degli ottimi sound, in particolare Scott Storch che produce Pussy Crook brano solista di Mystikal e anche Alright brano di altrettanto successo, oltre ad aver prodotto anche Tarantula. Pharrell Williams ha realizzato la canzone Bouncin' Back insieme a Chad Hugo e anche il brano Go Head. Ci sono anche The Medicine Man degli O'Dell che ha prodotto alcuni brani e anche Rockwilder e KLC che hanno prodotto rispettivamente I Get It Started in cui partecipano Method Man e Redman come voci secondarie, e Paper Stack prodotto da KLC, in questo brano cantano insieme a Mystikal, Shonnie, Beezy Boy e Dart che sono tre artisti non ancora affermati.

## Tracce
1. Bouncin' Back (Bunpin' Me Against The Wall)  featuring Pharrell Williams
2. Tarantula  featuring Butch Cassidy
3. If It Ain't Live, It Ain't Me
4. Settle The Score  featuring Juvenile
5. Pussy Crook
6. Ooooh Yeah
7. Big Truck Driver
8. Smoke One
9. Alright
10. I Get It Started  featuring Method Man e Redman
11. Paper Stack  featuring Shonnie, Beezy Boy e Dart
12. Go Head  featuring Pharrell Williams
13. The Return
14. That's That Shit

## Critica
Il disco si è presentato bene al pubblico, soprattutto nel South e nel Midwest dove ha riscontrato molto successo. Dopo 4 mesi dalla pubblicazione Tarantula guadagna 752,000 copie e viene certificato disco multioro dalla RIAA, e vince un disco di platino nell'aprile 2002. Nello stesso periodo, Mystikal vince al BET Awards per il miglior singolo dell'album, Bouncin' Back che è anche stato classificato come migliore performance in featuring, il singolo oltretutto arriva alla posizione n.25 della Billboard Hot 100 e nel 2002 sale alla n.44. Mentre Tarantula arriva alla n.33 sempre di quest'ultimo e rimase li' fino al 2004.